# Фаберже, Агафон Карлович
Агафо́н Ка́рлович Фаберже́ (нем. Agathon Carl Theodor Fabergé; 24 января (5 февраля) 1876, Санкт-Петербург, Российская империя — 20 октября 1951, Хельсинки, Финляндия) — российский ювелир, коллекционер, сын знаменитого ювелирного мастера Петера Карла Густавовича Фаберже, создателя яиц Фаберже. Один из наиболее известных российских филателистов.

## Биография
Родился 24 января (5 февраля) 1876 года в Санкт-Петербурге в семье купца 2-й гильдии Петера Карла Густавовича Фаберже и Августы Юлии (урождённой Якобс). Был крещён 10 апреля 1876 года в петербургской лютеранской церкви Святой Анны.
С 1887 по 1892 год учился в немецкой Петришуле в Санкт-Петербурге и на коммерческом отделении гимназии Видемана.
В мае 1895 года вступил в дело отца в фирме «Фаберже», в 1900-х — 1910-х годах вместе с отцом и братом Евгением руководил делами фирмы. В 1897 году женился на Лидии Трейберг, дочери рижского купца.
С 1898 года — эксперт Бриллиантовой комнаты Зимнего дворца, оценщик Ссудной казны, оценщик Его Императорского Величества по доверенности отца. Привлекался к экспертизе наследства великого князя Алексея Александровича (1908) и оценке коллекции купца Плюшкина, приобретённой Николаем II (1911).
По итогам выставки 1900 года в Париже награждён золотой медалью.
В 1907 году получил от отца во владение дачу в Левашово, где по проекту Карла Шмидта в 1901—1902 году была построена усадьба с двухэтажным деревянным домом, конюшней и прочими служебными постройками. Для семьи Агафона, у которого уже было четверо детей, этот дом был уже мал, и в 1908—1910 годах по его заказу Иван Гальнбек расширил и перестроил дачу. Среди современников получила прозвище «Малый Эрмитаж» за богатейшую коллекцию предметов искусства, собранную Агафоном Карловичем и размещённую в главном особняке.
В 1916 году был несправедливо обвинён отцом в крупных хищениях денег фирмы, после чего их отношения прекратились (только спустя много лет в краже признался бывший сотрудник фирмы Отто Бауэр). Агафон открыл антикварный магазин.

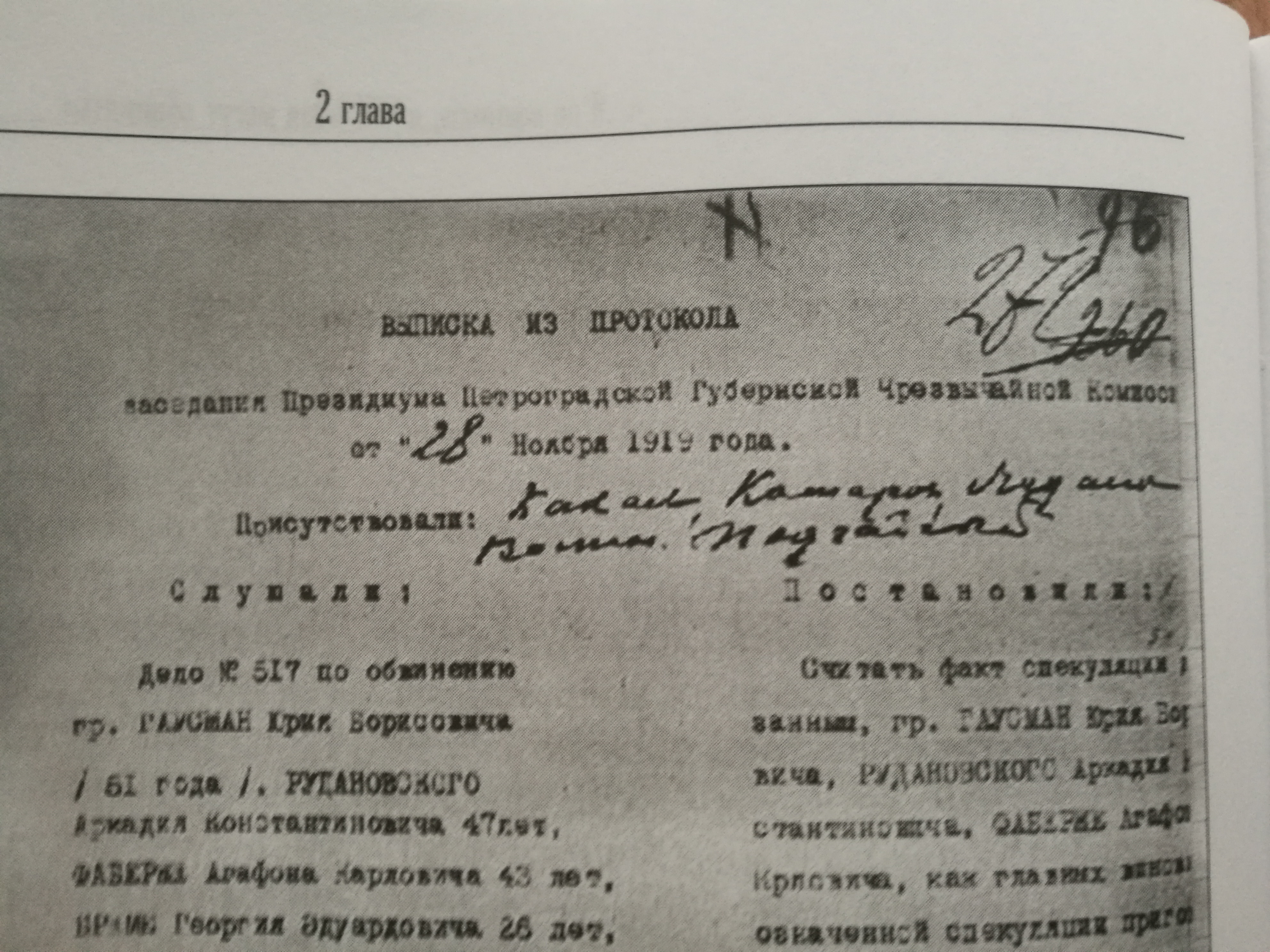
Выписка из протокола ГубЧК с приговором за спекуляцию Агафону Фаберже и его партнёрам (1919)

После Октябрьской революции, осенью 1918 года, Агафон Фаберже тайно переправил жену и пятерых сыновей в Финляндию, однако сам остался в России и долго не мог получить разрешения на выезд. В 1919-м как «особо опасный элемент» был арестован ЧК и помещён в концлагерь. Квартира и дача были реквизированы. В 1920 году был освобождён.
Расторг брак с Лидией Трейберг в советском ЗАГСе и там же заключил гражданский союз с бывшей воспитательницей своих детей Марией Алексеевной Борзовой (1889—1973). В 1923 году у них родился сын Олег. С 1922 по 1924 год был уполномоченным Гохрана Петрограда и совмещал свою должность с торговлей антиквариатом.

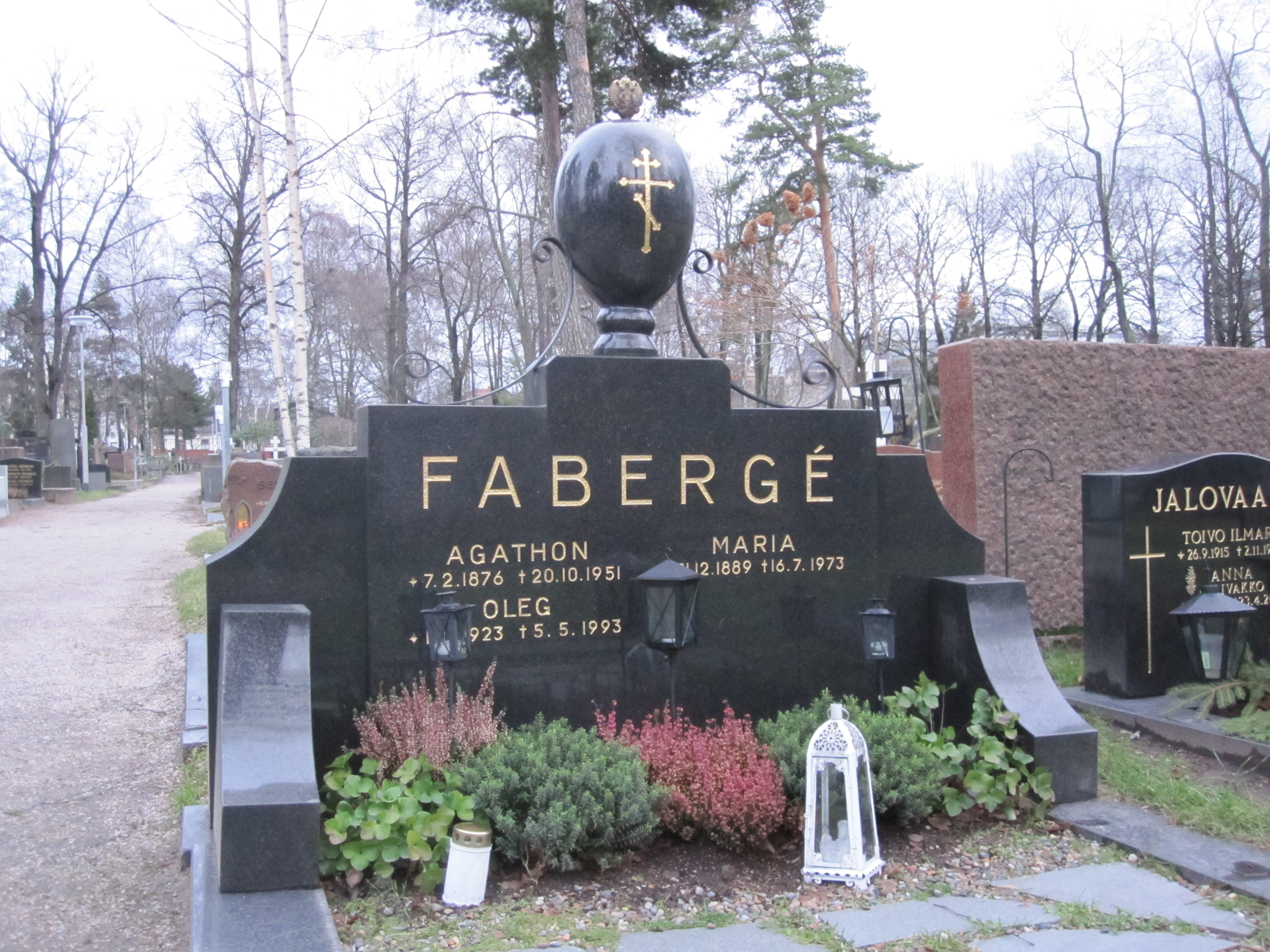
Могила Агафона, Марии и Фаберже, Олег Агафонович на православном кладбище в Хельсинки

В ночь на 10 декабря 1927 года вместе с женой Марией и сыном Олегом был тайно перевезён контрабандистами в Финляндию по льду Финского залива, предварительно переправив через знакомого Антти Хакцелля деньги, коллекцию почтовых марок и несколько картин. В Хельсинки поселился в купленном и перестроенном четырёхэтажном доме. Жил за счёт продажи антиквариата и части своей богатейшей коллекции марок.
В 1940 году дом был продан с молотка. Фаберже переехали в скромную съёмную квартиру в Хельсинки.
Скончался 20 октября 1951 года в Хельсинки. Похоронен на православном кладбище в районе Лапинлахти.

## Коллекционирование
Агафон Карлович собирал ковры, фарфор, фигурки из жадеита, статуэтки Будды и другие китайские и японские предметы, вазы, гравюры, серебряные бокалы, картины, японские гарды «цуба», нецке, предпочитая восточное искусство.

### Вклад в филателию

Памятная медаль Агафона и Фаберже, Олег Агафонович, учреждённая НАФ

А. К. Фаберже известен как российский филателист, имел крупнейшую в мире коллекцию финских, а также русских и польских почтовых марок.
После Октябрьской революции он принял деятельное участие в развитии советского филателистического движения. Уже в 1921 году А. Фаберже вместе с А. А. Хальфаном высказал рекомендации о пересмотре и систематизации коллекций Музея народной связи в Петрограде, однако эти предложения были отклонены. В 1920-е годы был председателем Ленинградского областного отдела Всероссийского общества филателистов (ВОФ), членом Экспертного бюро Северо-Западного областного отдела ВОФ, сотрудником журнала «Советский филателист», имел отношение к проведению Всесоюзной выставки по филателии и бонам в 1924 году.
Агафон Фаберже владел уникальной коллекцией почтовых марок и цельных вещей Российской империи. Собрание Фаберже было представлено на внеконкурсном показе во время международной филателистической выставки в Вене в 1933 году. Коллекция вызвала фурор в мировой филателии. В 1939 году она была распродана на аукционе в Лондоне.
Среди различных редких марок в коллекции Агафона Фаберже присутствовали все три известных экземпляра «Тифлисской уники»[≡] и прототип первой русской марки. Последний был подарен коллекционеру лично Николаем II[≡].

## Семья
- Первая жена — Лидия-Юлия Александровна Трейберг (1875, Рига — 1944, Швейцария.)
  - Пятеро сыновей — Агафон (1898, Петербург — 1960, Бразилия), Пётр (1902, Петербург — 1970, Бразилия), Фёдор (1904, Петербург — 1971, Швейцария), Игорь (1907, Петербург — 1982, Швейцария, похоронен вместе с дедом и бабкой в Каннах[20]) и Рюрик (1909, Петербург — 1978, Швейцария)[21]
    - Внучка Татьяна Фёдоровна Фаберже (07.03.1930, Версуа, Швейцария — 13.02.2020, Версонне, Франция)[22]
- Вторая жена — Мария Алексеевна Борзова (1889 — 16.07.1973)
  - Сын — Олег Фаберже[фин.] (1923 — 05.05.1993).

## Память
Национальной академией филателии была учреждена памятная медаль Агафона и Олега Фаберже. Этой медалью отмечаются деятели политики, науки, культуры и искусства за вклад в популяризацию и развитие филателии.

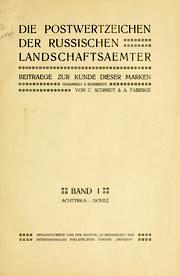

## Избранные труды
Агафон Фаберже поддерживал дружеские отношения с К. К. Шмидтом, известным российским коллекционером и теоретиком филателии. Шмидт и Фаберже опубликовали совместные филателистические исследования по маркам земской почты:
- Schmidt C., Fabergé A. Die Postwertzeichen der russischen Landschaftsaemter: Beitraege zur Kunde dieser Marken. Achtyrka — Donez. — Dresden, Germany: Sektion «St.-Petersburg» des Internationalen Philatelisten Vereins «Dresden», 1900a. — Bd. 1. — 410 S. (нем.)[≡][≡] (Дата обращения: 1 февраля 2016) Архивировано 4 марта 2011 года.
- Schmidt C., Fabergé A. Die Postwertzeichen der russischen Landschaftsaemter: Beitraege zur Kunde dieser Marken. Duchowschtschina — Kusnezk. — Dresden, Germany: Sektion «St.-Petersburg» des Internationalen Philatelisten Vereins «Dresden», 1900b. — Bd. 2. — 368 S. (нем.)[≡] (Дата обращения: 1 февраля 2016) Архивировано 4 марта 2011 года.